# 久馬悠
久馬 悠（きゅうま はるか、1993年12月20日 - ）は、京都府綾部市出身の陸上競技選手。専門は5000mと10000m。一卵性双生児の姉であり、妹の萌と合わせて久馬姉妹と呼ばれている。

## 経歴
小学校時代に綾部市の駅伝大会に出場したのを、地元中学の陸上部顧問が見てスカウトされたことから、本格的に陸上競技を始めた。綾部中学校2年時の2008年1月、初めて姉妹同時に全国都道府県対抗女子駅伝競走大会（全国女子駅伝）京都府代表に抜擢される。中学校3年時の同年8月21日、新潟スタジアム（東北電力ビッグスワンスタジアム）で行われた第35回全日本中学校陸上競技選手権大会女子1500mに出場、3位入賞を果たす。この時、萌は優勝し、大会新記録を出している。同年12月、綾部中学校で出場した全国中学校駅伝大会では、5区3kmでマークした9:38のタイムは区間最高タイムになる（2021年現在）。2009年1月、全国都道府県対抗女子駅伝競走大会（全国女子駅伝）で京都府代表として3区に出場、京都チームを2位に押し上げ区間賞を獲得した。綾部中学校卒業後は、陸上競技の強い地元立命館宇治高等学校には進学せず、京都府立綾部高等学校に進学した。
2010年、カナダ・モンクトンで開かれた世界ジュニア陸上競技選手権大会3000mに出場する。ここでアフリカ勢との力の差を感じる。
2012年に萌とともに筑波大学へ進学。姉妹ともにアジアジュニア陸上競技選手権大会女子5000m日本代表に選ばれ、6月9日、同種目で優勝する。この時の記録16分07秒74は大会記録を更新した。同年の全日本大学女子駅伝対校選手権大会（杜の都駅伝）では筑波大学代表として3区に出場、妹の萌から5位で受け取ったたすきを3位まで上げ、9年ぶりに筑波大がシード圏内に入る原動力となった。
2016年に筑波大学を卒業し、萌とともにダイハツに入社した。

## 萌との関係
筑波大学に進学後、つくば市内で姉妹で同じ部屋に住んでいる。姉妹そろって家事を行い、私服も共有する仲である。高校3年生の時（2011年）には、姉妹ともにスランプに陥り、最後の高校総体では2人とも決勝に進むことができなかった。